# Rafał Makowski
Rafał Makowski (Varsó, 1996. augusztus 5. –) lengyel utánpótlás-válogatott labdarúgó.

## Pályafutása

### Klubcsapatokban
Makowski a lengyel Legia Warszawa akadémiáján nevelkedett. Az első csapatban 2015. augusztus 6-án mutatkozott be, az Európa-liga harmadik selejtezőkörében, amikor 1–0-ra nyertek az albán FK Kukësi csapata ellen, a 61. percben Michał Pazdant váltotta. 2015 augusztusában egy Wisła Kraków elleni mérkőzésen mutatkozott be a lengyel élvonalban.
2016-ban lengyel bajnok és kupagyőztes lett. 2016. augusztus 12-én az őszi fordulóra kölcsönbe került a Pogoń Siedlcéhez,  majd visszatért a fővárosi klubhoz, és tavasszal a harmadik ligás utánpótláscsapatban szerepelt. 2017. július 31-én a Zagłębie Sosnowiec együtteséhez került egy évre kölcsönbe.
2018. június 30-án lejárt a szerződése a Legia Warszawánál, ezután a Radomiakhoz igazolt. 2020 és 2021 között a Śląsk Wrocławban futballozott.

#### Kisvárda
2022 január óta a Kisvárda játékosa. Az első NB I-es idényében 14 bajnoki és 1 kupamérkőzésen lépett pályára, az ezüstérmes csapat tagja lett. A 2022–23-as bajnokságban meghatározó tagja lett az együttesnek, 30 mérkőzésen 7 gólt szerzett. Három magyar kupa és négy UEFA Európa Konferencia Liga mérkőzésen is az együttest erősítette.
2024. február 28-án a Tiszakécske ellen 3–0-ra magyar kupamérkőzésen 2 gólt szerzett.
Két és fél év alatt 74 bajnoki mérkőzésen lépett pályára, és nyolc gólt szerzett, közülük hetet a 2022–23-as bajnokságban, egyet pedig 2024 tavaszán. Kilenc gólpasszal is segítette a csapatát; összesen 9 alkalommal szerepelt a magyar kupában, ezeken két gólt lőtt. Sportszerű játékos, a bajnoki találkozókon egyszer sem kapott sárga lapot, a kupában is csak egyet.

### A válogatottban
Többszörös lengyel utánpótlás-válogatott. Játszott a lengyel U19, U20 és U21 ifjúsági válogatottban.

## Sikerei, díjai
Legia Warszawa
- Lengyel bajnok: 2015–16
- Lengyel kupagyőztes: 2015–16

 Kisvárda
- Magyar labdarúgó-bajnokság ezüstérmes: 2021–22

## Fordítás
- Ez a szócikk részben vagy egészben  a   Rafał Makowski című lengyel Wikipédia-szócikk ezen változatának fordításán alapul.  Az eredeti cikk szerkesztőit annak laptörténete sorolja fel. Ez a jelzés csupán a megfogalmazás eredetét és a szerzői jogokat jelzi, nem szolgál a cikkben szereplő információk forrásmegjelöléseként.